# Batis de Làmpsac
Batis de Làmpsac   (segle IV aC - segle III aC) Batis (en grec antic: Βατίς) va ser una filòsofa grega nascuda a Làmpsac. Era deixeble d'Epicur a principis del segle iii aC. Segons Diògenes Laerci, era germana de Metrodor i esposa d'Idomeneu.
Sèneca explica que quan va morir el fill de Batis, Metrodor va escriure una carta a la seva germana per oferir-li consol, on li deia que «tot el bé dels mortals és mortal» i «que hi ha un cert plaer en cedir a la tristesa, i que cal fugir d'aquest desig en moments com aquests». Epicur també li va escriure una carta quan va morir el seu germà Metrodor l'any 278 aC, segons explica un text trobat als Papirs d'Herculà. Alguns dels textos fragmentaris trobats a la Vil·la dels Papirs, a Herculà poden haver estat escrits per Batis.